# Mammea
- Commons
- Wikispecies

Mammea L. é um género botânico pertencente à família Clusiaceae.
Uma espécie ( Mammea americana ) é encontrado na América tropical e Caribe, uma espécie na África tropical, 20 espécies em Madagascar e as demais na ecorregião Indomalaia e ilhas  do Pacífico.

## Sinonímia
- Ochrocarpos Noronha ex Thouars
- Paramammea J.-F.Leroy

## Espécies
| - Mammea acuminata - Mammea africana - Mammea americana - Mammea anastomosans - Mammea angustifolia - Mammea aruana - Mammea asiatica - Mammea birmannica - Mammea bongo - Mammea brevipes - Mammea brevipetiolata - Mammea calciphila - Mammea calophylloides - Mammea cerasifera - Mammea congregata - Mammea cordata - Mammea decaryana - Mammea ebboro - Mammea emarginata | - Mammea eugenioides - Mammea excelsa - Mammea gilletii - Mammea giorgiana - Mammea glauca - Mammea glaucifolia - Mammea grandifolia - Mammea harmandii - Mammea humilis - Mammea immansueta - Mammea lancilimba - Mammea lateriflora - Mammea longifolia - Mammea malayana - Mammea micrantha - Mammea nervosa - Mammea neurophylla - Mammea novo - Mammea odorata | - Mammea papuana - Mammea papyracea - Mammea perrieri - Mammea ramiflora - Mammea reticulata - Mammea sanguinea - Mammea sessiliflora - Mammea siamensis - Mammea similis - Mammea sinclairii - Mammea subsessilifolia - Mammea suriga - Mammea timorensis - Mammea touriga - Mammea usambarensis - Mammea veimauriensis - Mammea woodii - Mammea yunnanensis |

- Lista completa

## Classificação do gênero
| Sistema | Classificação                      | Referência               |
| ------- | ---------------------------------- | ------------------------ |
| Linné   | Classe Polyandria, ordem Monogynia | Species plantarum (1753) |